# Chris Leslie
Chris Leslie, né le 28 juin 1972, est une personnalité politique britannique.